# Night Swim
Night Swim è un film del 2024 scritto e diretto da Bryce McGuire.
È tratto dal cortometraggio omonimo del 2014 dello stesso regista e Rod Blackhurst.

## Trama
Ray Waller, ex giocatore di baseball affetto da sclerosi multipla, si trasferisce con la famiglia in una nuova casa che sul retro ospita una meravigliosa piscina. I vari membri della famiglia, però, avranno presto modo di sperimentare che sotto la superficie dell'acqua si nasconde una forza misteriosa che presto si manifesterà in tutta la sua malvagità.

## Distribuzione
Il film è stato distribuito da Universal Pictures nelle sale cinematografiche statunitensi il 5 gennaio 2024 e in quelle italiane dal 22 febbraio successivo.

## Accoglienza

### Incassi
Ha incassato 32494740 $ in Nordamerica e 22273577 $ nel resto del mondo, per un totale di 54768317 $.

### Critica
Il film è stato accolto negativamente  dalla critica: su Rotten Tomatoes solo il 19% delle 175 recensioni è positivo, con un punteggio di 4,3 su 10. Su Metacritic il punteggio medio delle 32 recensioni è di 43 su 100.